# Ádám Varga
Pour les articles homonymes, voir Varga.
Ádám Varga (né le 20 novembre 1999 à Budapest) est un kayakiste hongrois spécialisé dans la course en ligne.
Il participe en juniors aux championnats du monde de marathon en 2016 et 2017 avec le titre en individuel sur 22,6 km pour ces deux éditions.
Il remporte la médaille d’argent du K1 1 000 m aux Canoë-kayak aux Jeux olympiques d'été de 2020 derrière son compatriote Bálint Kopasz. Sur l'épreuve du K2 1000m, il est associé à Kornél Béke et s'incline en demi-finale.
Il remporte la médaille d'or en K-1 500 mètres aux Jeux européens de 2023 à Cracovie.